# 劉秀枝
劉秀枝，台灣彰化縣人，台灣失智症照護醫師。臺北市立第一女子高級中學、台北醫學院畢業，曾任臺北榮民總醫院神經內科主任、曾任國立陽明交通大學神經學科教授。出版多本失智症主題書籍，以第一人稱文章《只想告訴你：我失智了—一位輕度失智女士的信》廣為人所知。

## 生平
劉秀枝自小生長於彰化，為家中最小的孩子，上有兄姐。被形容是「個頭嬌小、說話節奏快，走路更是飛快」 的女性。後赴台北就讀臺北市立第一女子高級中學，大學就讀台北醫學院（今臺北醫學大學）醫學系。畢業後任職於臺北榮民總醫院。在她擔任住院醫師第三年時，台北榮總神經內科獨立成立神經部，在時任該科主任的沈力揚醫師鼓勵下，她赴美國波士頓新英格蘭醫院受神經內科與神經病理科住院醫師訓練，取得專科證書後回台，為榮總首位在此方面背景完整的醫師，專長為腫瘤化學治療。劉秀枝在1984年回台灣時，因早年台灣人對腦部開刀的接受度低，腦瘤病人通常拒絕腦部手術，因此劉秀枝醫師轉往失智症議題發展，自1988年起領導台北榮總團隊進行失智症研究。
劉秀枝亦投入教學工作，擔任國立陽明大學神經學科教授。在2005年，劉秀枝被確診罹患二期乳癌並動刀切除，後進行化療。兩年後自台北榮民總醫院一般神經內科主任職務退休，但仍繼續擔任國立陽明大學醫學院醫學系神經學科兼任教授臨床教師、台北榮總特約醫師。
隨台灣高齡化的發展，劉秀枝逐漸成為國內失智症專家，被媒體稱為台灣失智症領航人。其父母在去世前都確診失智，曾經營米店的父親在83歲時被診斷為輕度阿茲海默症、91歲去世；母親則是在90歲時確診、98歲去世。

## 主要著作
劉秀枝曾單獨發表或與他人共同發表著作如下：
1. 《把時間留給自己：失智症權威醫師的自在熟齡指南》[5]
2. 《假如我得了失智症：從預防、理解到遠離，失智症權威醫師教你從此不再害怕它！》[6](與王培寧醫師合著，獲得國民健康署「優良健康讀物推介獎」)[7]
3. 《愛上慢慢變老的自己：退休醫師給你的57個實用身心提醒》[8]
4. 《不失智的的台式地中海餐桌》[9]
5. 《別等失智上身：瞭解它、面對它、遠離它 》[10]
6. 《聰明活到100歲：劉秀枝談失智與老人照護》[11]
7. 《多動腦，不會老》[12]
8. 《當父母變老—關心失智症、中風及其他神經疾病》[13]

並於國內外報紙與雜誌（如康健雜誌）發表多篇失智症照護文章，並廣於網路上流傳。但她被廣為人知的一篇文章是她在聯合報元氣週報專欄上以第一人稱的方式所撰寫的文章，在這篇標題為《只想告訴你：我失智了—一位輕度失智女士的信》的文章中，劉秀枝以信件方式陳述一位失智患者的心情。文章主旨是要鼓勵大家接納並協助失智症患者，但因為呈現的方式造成大眾誤解是她自己罹患失智症，造成「失智智醫師也罹患失智症」的誤解。